# Gran Premi d'Alemanya del 1996
Resultats del Gran Premi d'Alemanya de Fórmula 1 de la temporada 1996, disputat al circuit de Hockenheimring el 28 de juliol del 1996.

## Resultats
| Pos | No | Pilot                 | Equip                  | Voltes | Temps/ Retirada  | Pos. de sortida | Punts |
| --- | -- | --------------------- | ---------------------- | ------ | ---------------- | --------------- | ----- |
| 1   | 5  | Damon Hill            | Williams - Renault     | 45     | 1h 21' 43. 417   | 1               | 10    |
| 2   | 3  | Jean Alesi            | Benetton - Renault     | 45     | + 11.452 s       | 5               | 6     |
| 3   | 6  | Jacques Villeneuve    | Williams - Renault     | 45     | + 33.926 s       | 6               | 4     |
| 4   | 1  | Michael Schumacher    | Ferrari                | 45     | + 41.517 s       | 3               | 3     |
| 5   | 8  | David Coulthard       | McLaren - Mercedes     | 45     | + 42.196 s       | 7               | 2     |
| 6   | 11 | Rubens Barrichello    | Jordan - Peugeot       | 45     | + 1' 42.099 min. | 9               | 1     |
| 7   | 9  | Olivier Panis         | Ligier - Mugen - Honda | 45     | + 1' 43.912 min. | 12              |       |
| 8   | 15 | Heinz Harald Frentzen | Sauber - Ford          | 44     | + 1 Volta        | 13              |       |
| 9   | 19 | Mika Salo             | Tyrrell - Yamaha       | 44     | + 1 Volta        | 15              |       |
| 10  | 12 | Martin Brundle        | Jordan - Peugeot       | 44     | + 1 Volta        | 10              |       |
| 11  | 16 | Ricardo Rosset        | Footwork - Hart        | 44     | + 1 Volta        | 19              |       |
| 12  | 20 | Pedro Lamy            | Minardi - Ford         | 43     | + 2 Voltes       | 18              |       |
| 13  | 4  | Gerhard Berger        | Benetton - Renault     | 42     | Motor            | 2               |       |
| Ret | 2  | Eddie Irvine          | Ferrari                | 34     | Motor            | 8               |       |
| Ret | 14 | Johnny Herbert        | Sauber - Ford          | 25     | Vibracions       | 14              |       |
| Ret | 10 | Pedro Diniz           | Ligier - Mugen - Honda | 19     | Motor            | 11              |       |
| Ret | 18 | Ukyo Katayama         | Tyrrell - Yamaha       | 19     | Virolla          | 16              |       |
| Ret | 7  | Mika Häkkinen         | McLaren - Mercedes     | 13     | Caixa canvi      | 4               |       |
| Ret | 17 | Jos Verstappen        | Footwork - Hart        | 0      | Col·lisió        | 17              |       |
| NVQ | 21 | Giovanni Lavaggi      | Minardi - Ford         |        |                  |                 |       |

## Altres
- Pole: Damon Hill 1' 43. 912

- Volta ràpida: Damon Hill 1' 46. 504 (a la volta 26)